# Macabuna ziziphi
Macabuna ziziphi är en svampart som först beskrevs av Narcisse Theophile Patouillard, och fick sitt nu gällande namn av Buriticá & J.F. Hennen 1994. Macabuna ziziphi ingår i släktet Macabuna och familjen Phakopsoraceae.   Inga underarter finns listade i Catalogue of Life.